# Відьма (заказник)
Ві́дьма — гідрологічний заказник місцевого значення в Україні. Розташований на території Звягельського району Житомирської області, на північний захід від села Чміль. 
Площа 76 га. Статус присвоєно згідно з рішенням 15 сесії обласної ради 5 скликання від 26.06.2008 року № 595. Перебуває у віданні ДП «Ємільчинське ЛГ» (Ємільчинське лісництво, кв. 5, вид. 1-3, 6). 
Статус присвоєно для збереження частини лісового масиву з насадженнями дуба (6,3 га); на перезволожених і заболочених ділянках — берези.